# Nazionale maschile di rugby a 13 delle Figi
La nazionale di rugby a 13 delle Figi è la selezione che rappresenta le Figi a livello internazionale nel rugby a 13.
Nonostante nelle Figi si sia iniziato a giocare a rugby a 13 molti anni prima, in particolare durante gli anni 1960 giocatori come Joe Levula e Laitia Ravouvou divennero ben noti in Inghilterra, il debutto delle Figi risale al 1992 quando affrontarono le Samoa Occidentali venendo sconfitte 32-18.
Le Figi hanno finora partecipato a cinque edizioni della Coppa del Mondo di rugby a 13 ottenendo come migliore risultato il raggiungimento delle semifinali in tre occasioni (2008, 2013 e 2017) venendo nettamente sconfitte dall'Australia tutte le volte. In occasione della Coppa del Mondo del 2000 il capitano della nazionale figiana è stato Lote Tuqiri. 
Le Figi partecipano regolarmente alla Pacific Cup, competizione in cui sono state finaliste in due occasioni nel 1994 e nel 2006.